# Woman's Land Army of America

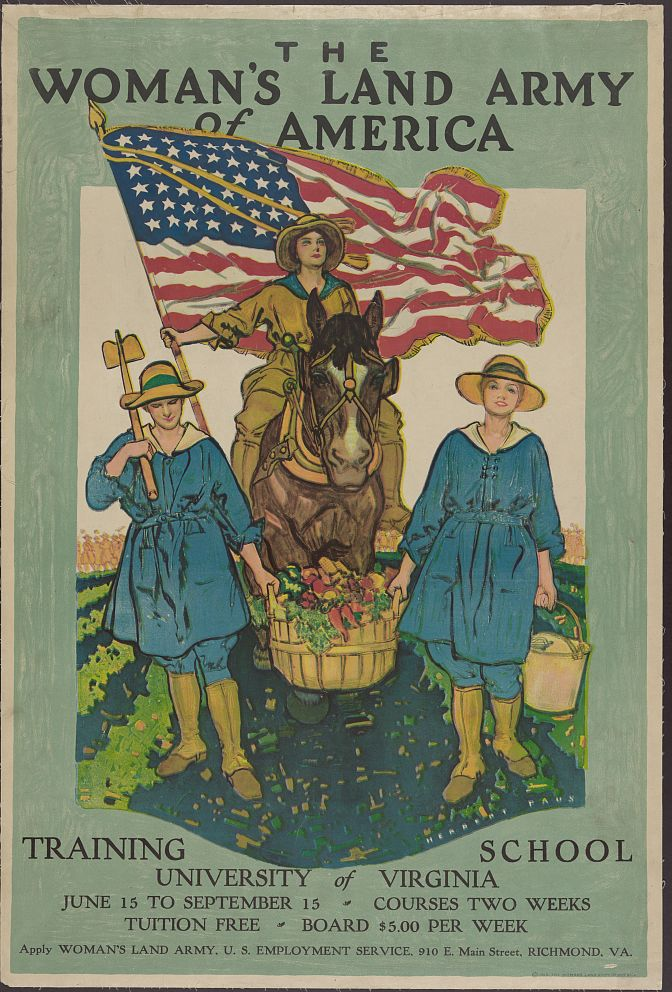

The Woman's Land Army of America (WLAA) (Amerikas Kvinnliga Landarmé), senare Woman's Land Army (WLA) (Kvinnors Landarmé), var en civil organisation som skapades under första och andra världskriget för arbete inom jordbruket, först grundad 1917. 
Kvinnorna i organisationen arbetade som avbytare för männen som kallats in i det militära. Kvinnorna som arbetade för WLAA var ibland var kända som farmerettes. WLAA baserades på den brittiska Woman's Land Army.